# Гор-грайнд
Гор-грайнд (от англ. goregrind) — смежный поджанр грайндкора и дэт-метала. Исходя из названия, темы данного жанра напрямую связаны с кровью, аспектами патологии и прочим. Основателями данного поджанра считаются Carcass.

## Возникновение
Несмотря на раннее влияние альбомов Horrified от Repulsion и Ultimo Mondo Cannibale от Impetigo, считается, что основоположником жанра является британский коллектив Carcass. Их Reek of Putrefaction продемонстрировал «грязное» звучание, высокий и низкий гроулинг, и кровавые тексты песен со сложной медицинской терминологией.

## Характеристика
Сильное влияние на данный жанр оказали ранние работы Carcass. Для гор-грайнда характерны расстроенные гитары и зачастую очень быстрый темп. Ударные представляют собой бласт-биты, звучание малого барабана иногда напоминает высокий «железный» звон. Исполнители данного жанра обычно используют крайне низкий или сильно обработанный/искажённый (например, питч-шифтером) вокал.
Однако главной особенностью гор-грайнда является не музыкальная составляющая, а сама тема данного жанра, сфокусированная на крови, аспектах патологии или же несчастных случаях со смертельным исходом. Также исполнители данного жанра дают знать, что их не следует воспринимать слишком серьёзно. Доказательством этому служат композиции с такими названиями как «Nice to Eat You» (с англ. — «Приятно съесть тебя») и обложки альбомов, зачастую представляющие собой сложные и вызывающие отвращение рисунки в «мультяшном» стиле, которые изображают кровь, внутренности и насилие.

## Пионеры
Ранее отмечалось, что основоположниками жанра считаются Carcass. Также упоминались Repulsion и Impetigo.
Некоторые коллективы в США стали также известными, благодаря их музыке, напоминающей основоположников данного жанра. Среди них: Impaled, Exhumed и The Meat Shits.
Пионерами современного гор-грайнда являются Sanity's Dawn из Германии и Last Days of Humanity из Нидерландов.

## Другие жанры

### Слэмминг брутал-дэт-метал
Слэмминг-брутал-дэт-метал, или слэм образовался путём экстремизации и упрощения брутального дэт-метала, и испытал сильное влияние горграйнда.
В музыке некоторых коллективов можно наблюдать за объединением слэма и горграйнда, особенно в творчестве российских групп, таких как Purulent Jacuzzi, Coprobaptized Cunthunter, VX и других.

### Сплэттер-гор
Сплэттер-горграйнд (англ. splatter-goregrind), или же хоррор-грайнд (англ. horror-grind) — разновидность горграйнда, основателями которой считаются Mortician, которые показали своё творчество в злом и сильном виде, характерным для дэт-метал-групп. В данном стиле тематика ужаса доводится до крайности, используются драм-машины, вокал и гитары движутся с крайне низкими частотами. Основные преимущества заключаются в плотном звуке или звуковых стенах, которые создают гитара и бас. Сэмплированные ударные состоят из очень резких звуков, которые позволяют имитировать скоростные бласт-биты и дополняют общий «брутальный» звук. Для данного стиля важно чередование контрастного темпа (крайне быстрый и крайне медленный).

### Гор-нойз
Гор-нойз (англ. gorenoise) — это более экстремальная разновидность горграйнда, сочетающий элементы грайндгора и порывистого нойза. Для данного жанра  характерен невероятно быстрые барабанные партии; смещение вокала вниз по тону и искажение, до состояния «бульканья»; дисгармоничность; хаотичные и бесструктурные рифы и т.д. Также, как факт, многие музыканты часто записывают треки, длительность которого не превышает дольше минуты.
Первыми музыкантам, которых часто представляют как основателями и представителями гор-нойза, являются Last Days Of Humanity, Anal Birth, Phyllomedusa, Menometrorrhagia, Vomitoma, творчество Бобби Маггарда и др.